# Międzynarodowy Festiwal Piosenki Turystycznej „Kropka”
Międzynarodowy Festiwal Piosenki Turystycznej „Kropka” – cykliczna impreza muzyczna organizowana od 2007 roku w Głuchołazach. Jej pomysłodawcą był Paweł Konieczny, który jako student zaproponował stworzenie w miejscowości nowego wydarzenia, które zachęci do przyjazdu turystów z całego kraju. Po pierwszej, ogólnopolskiej edycji festiwal zyskał charakter międzynarodowy. Trzeci dzień poświęcony jest zawsze przede wszystkim czeskim artystom. Inicjatorem stworzenia tzw. Trampskiej Hudby był ówczesny naczelnik wydziału promocji turystyki i sportu urzędu miejskiego w Głuchołazach Paweł Szymkowicz. Festiwal jest co roku transmitowany w internecie.
Z powodu pandemii Covid-19 nie odbyły się dwie edycje festiwalu – w 2020 i 2021 roku.
Na festiwalu „KROPKA” wystąpili m.in. Grzegorz Turnau, Stanisław Soyka, Renata Przemyk, Raz Dwa Trzy, Piotr Bukartyk, Wolna Grupa Bukowina, Robert Kasprzycki, Carrantuohill, Alosza Awdiejew, Artur Andrus, Krzysztof Daukszewicz, Czerwony Tulipan, Piotr Wróbel, Jacek Stęszewski, Cisza Jak Ta, Jerzy Filar, Orkiestra Dni Naszych, U Studni, AtmAsfera, Małżeństwo z Rozsądku, Grupa Bohema, Jacek Kleyff, Hrdza czy Dom o Zielonych Progach.
Spośród artystów z Czech w Głuchołazach wystąpili m.in. Jaromír Nohavica, Čechomor, Wabi Daněk, Ivan Mládek czy Marien.
Dyrektorem programowym festiwalu jest Rafał Długosz.

## Przegląd Utworów z Charakterem
Od pierwszej edycji festiwalu nieodłącznym jego elementem jest Przeglądu Utworów z Charakterem, tzw. PUCH. Oprócz nagród, które przyznaje jury, swoje głosy oddaje również publiczność. Przyznawana jest także nagroda za najlepszy utwór o Głuchołazach i Górach Opawskich.
Laureatami festiwalu są m.in. Chwila Nieuwagi, Mirosława Żak, Pod Jednym Dachem, Grupa Na Swoim, Albo i Nie, Shantażyści oraz Irena Salwowska.
Przeglądu Utworów z Charakterem jest jedynym konkursem w Polsce, dzięki któremu można uzyskać nominację na odbywający się w Ústí nad Labem festiwal Interporta.